# Коалициона влада
Коалициона влада је влада политичких странка које улазе у аранжман о подели власти између извршне власти. Коалиционе владе обично настају када ниједна партија није постигла апсолутну већину након избора. Партија која нема већину уобичајена је под пропорционалном заступљеношћу, али не и у земљама са већинским изборним системом.
Постоје различити облици коалиционих влада, мањинских коалиција и коалиционих влада са вишком већине. Коалициона влада са вишком већине контролише више од апсолутне већине места у парламенту која је неопходна да би се имала већина у влади, док владе мањинских коалиција немају већину посланичких места.
Коалициона влада такође може бити створена у време потешкоћа државе или кризе (нпр. током рата или економске кризе) како би се влади дао висок степен перципиране политичког легитимитета или групног идентитета, такође може играти улогу у смањењу унутрашње политичке свађа. У таквим временима, странке формирају свестраначке коалиције (владе националног јединства, велике коалиције).
Ако се коалиција распадне, премијер и влада могу бити свргнути гласањем о неповерењу, расписати ванредне изборе, формирати нову већинску коалицију или наставити као мањинска влада.

## Формирање коалиционих влада
Да би коалиција настала, коалициони партнери морају да направе компромис у погледу својих политичких очекивања. Једна коалиција или партнер у испитивању мора да изгуби да би други победио, да би се постигао Нешов еквилибријум, која је неопходна за формирање коалиције. Ако странке нису вољне на компромис, до коалиције неће ни доћи.
Пре него што странке формирају коалициону владу, формулишу коалициони споразум, у којем наводе коју политику покушавају да прилагоде у законодавном периоду.

## Коалициони споразум
У државама са вишестраначким системом, коалициони споразум је споразум о којем преговарају странке које формирају коалициону владу. Он кодификује најважније заједничке циљеве и задатке кабинета. Често га пишу лидери посланичких група. Коалиције које имају писмени споразум су продуктивније од оних које немају.
Ако се о неком питању дубље и детаљније расправља у већници него што се појављује у коалиционом споразуму, то указује да коалиционе странке не деле исте политичке идеје. Дакле, детаљнија писмена формулација овог питања помаже странкама у коалицији да ограниче „губитак агенције“ када министарством које надгледа то питање управља друга коалициона странка.

## Изборна одговорност
Коалиционе владе такође могу утицати на гласачко понашање умањујући јасноћу одговорности.
Изборну одговорност је теже постићи у коалиционим владама него у једностраначким владама јер не постоји директна одговорност унутар владајућих партија у коалицији.
Гласање има огроман утицај на исход избора. Међутим, ризик од ретроспективног гласања је много слабији код коалиционих влада него код једнопартијских влада. У оквиру коалиције највећи ризик од ретроспективног гласања има странка са шефом државе.

## Управљачки трошак
Владајуће странке губе гласове на изборима након њиховог законодавног периода, то се назива „трошкови управљања“. Поређења ради, једностраначка влада има већи изборни трошак од странке која има функцију премијера. Штавише, странка која је на функцији премијера трпи мање изборне трошкове, него млађи коалициони партнер, када се посматра само изборни трошак који настаје тиме што је у коалиционој влади.